# Roland Francisci
Pour les articles homonymes, voir Francisci.
Roland Francisci était un homme d'affaires et homme politique français, né le 31 janvier 1938 à Ciamannacce et mort le 10 août 2006 à l'Hôpital américain de Paris des suites d'un cancer. 
Roland Francisci était le frère de Marcel Francisci, ancien conseiller général UDR de la Corse-du-Sud.
Proche de Jacques Chirac, puis de Nicolas Sarkozy, il était dirigeant de sociétés. Il a fait fortune dans des affaires en France, notamment dans les jeux.

## Mandats
- Maire de Ciamannacce de 1984 à 2004.

- Secrétaire départemental du RPR de Corse-du-Sud de 1996 à 2002.

- Suppléant du député RPR Jean-Paul de Rocca Serra de 1993 à 1998 à l'Assemblée nationale

- Député de Corse-du-Sud de 1998 à 2002.

- Vice-président du conseil général de la Corse-du-Sud de 1988 à 1998.

- Premier non-élu sur la liste UMP de la circonscription Sud-Est dirigée par Françoise Grossetête lors des européennes de juin 2004.

- Secrétaire départemental de l’UMP de Corse-du-Sud de 2002 à 2005.

- Conseiller général UMP du canton de Zicavo de 1988 au 10 août 2006.  (Il conquiert le canton de Zicavo (Corse-du-Sud) le 25 septembre 1988 après la mort de Jacques Fiamma (MRG))

- Président du conseil général de Corse-du-Sud du 4 avril 2004 au 10 août 2006.

- Président UMP du comité départemental de la Corse-du-Sud de juin 2005 au 10 août 2006.

## Attentats
Roland Francisci a été plusieurs fois la cible d'attentats.
- Le 21 juin 1968, à Ajaccio, Roland Francisci sortait d'une réunion électorale en faveur de Jean Bozzi, candidat gaulliste aux législatives. Roland Francisci  et ses deux frères Marcel et Xavier furent visés, sans être touchés, par des rafales d'armes automatiques. Cet attentat fit un mort et six blessés.

- Le 24 octobre 2000, un attentat à l'explosif est perpétré contre la permanence électorale de Roland Francisci. Les services de police ont attribué cet attentat aux nationalistes qui entendaient dénoncer l'opposition de Roland Francisci au « processus de Matignon » engagé par le gouvernement Jospin avec les élus corses, y compris indépendantistes, pour mettre fin à la violence sur l'île.

## Affaires
- Directeur du Comité des Jeux du cercle de l'Aviation Club de France à Paris, sur les Champs-Élysées jusqu'en 1998.